# Єнковце
Єнковце (словац. Jenkovce) — село в Словаччині в районі Собранці Кошицького краю. Село розташоване на висоті 109 м над рівнем моря. Населення — 430 чол. Вперше згадується в 1288 році.
В селі є бібліотека та футбольне поле.
1288 року згадується як Inke, 1357-го — Jenke, через 2 роки — Lenke. 1427 року зветься Jeke та Jekow, 1715-го в селі нараховувалося 7 господарств. Від 1808-го — Jenkowce, угорська назва Jenke. 1828 року в селі було 83 господарства, де проживало 725 людей. Протягом 1939—1944 років було окуповане Угорщиною.

## Населення
| Рік:            | 1994. | 2004.   | 2014.   | 2024.   |
| --------------- | ----- | ------- | ------- | ------- |
| Кількість осіб: | 416   | 429     | 449     | 407     |
| Різниця:        |       | +3,12 % | +4,66 % | -9,35 % |

| Рік:            | 2023. | 2024.   |
| --------------- | ----- | ------- |
| Кількість осіб: | 410   | 407     |
| Різниця:        |       | -0,73 % |